# Lazaretto (chanson)
Cet article concerne la chanson de Jack White. Pour l'album, voir Lazaretto.
Singles de Jack White
I'm Shaking
(2012)
Pistes de Lazaretto
Three Woman
(1) Temporary Ground
(3)
Lazaretto est une chanson de Jack White. Elle est la piste 2 de l'album Lazaretto. Elle est sortie en 2014.

## Classements
| Classement musical                          | Meilleure position |
| ------------------------------------------- | ------------------ |
| Belgique (Flandre Ultratop 50 Singles)      | 18                 |
| États-Unis (Bubbling Under Hot 100 Singles) | 8                  |
| États-Unis (Mainstream Rock)                | 27                 |
| États-Unis (Alternative Songs)              | 9                  |
| France (SNEP)                               | 173                |
| Royaume-Uni (UK Singles Chart)              |                    |